# العلاقات الباكستانية الكرواتية
العلاقات الباكستانية الكرواتية هي العلاقات الثنائية التي تجمع بين باكستان وكرواتيا.

## مقارنة بين البلدين
هذه مقارنة عامة ومرجعية للدولتين:
| وجه المقارنة                                              | باكستان                     | كرواتيا                                                  |
| --------------------------------------------------------- | --------------------------- | -------------------------------------------------------- |
| المساحة (كم2)                                             | 881.91 ألف                  | 56.59 ألف                                                |
| عدد السكان (نسمة)                                         | 197.02 مليون                | 4.11 مليون                                               |
| الكثافة السكانية (ن./كم²)                                 | 223.4                       | 72.63                                                    |
| العاصمة                                                   | إسلام آباد                  | زغرب                                                     |
| اللغة الرسمية                                             | لغة إنجليزية، اللغة الأردية | اللغة الكرواتية                                          |
| العملة                                                    | روبية باكستانية             | كونا كرواتية                                             |
| الناتج المحلي الإجمالي (بليون دولار)                      | 304.95 مليار                | 54.85 مليار                                              |
| الناتج المحلي الإجمالي (تعادل القوة الشرائية) بليون دولار | 946.67 مليار                | 94.64 مليار                                              |
| الناتج المحلي الإجمالي الاسمي للفرد دولار أمريكي          | 1.43 ألف                    | 11.54 ألف                                                |
| الناتج المحلي الإجمالي للفرد دولار أمريكي                 | 4.81 ألف                    | 21.64 ألف                                                |
| مؤشر التنمية البشرية                                      | 0.538                       | 0.818                                                    |
| رمز المكالمات الدولي                                      | +92                         | +385                                                     |
| رمز الإنترنت                                              | .pk                         | .hr                                                      |
| المنطقة الزمنية                                           | ت ع م+05:00                 | توقيت وسط أوروبا، ت ع م+01:00، ت ع م+02:00، أوروبا/زغرب ‏ |

## منظمات دولية مشتركة
يشترك البلدان في عضوية مجموعة من المنظمات الدولية، منها:
| علم المنظمة | اسم المنظمة                               | تاريخ انضمام باكستان | تاريخ انضمام كرواتيا |
| ----------- | ----------------------------------------- | -------------------- | -------------------- |
|             | وكالة ضمان الاستثمار متعدد الأطراف        | 12 أبريل 1988        | 19 مارس 1993         |
|             | منظمة الشرطة الجنائية الدولية             | ?                    | ?                    |
|             | منظمة حظر الأسلحة الكيميائية              | ?                    | ?                    |
|             | منظمة التجارة العالمية                    | ?                    | ?                    |
|             | الفريق المعني برصد الأرض                  | ?                    | ?                    |
|             | الأمم المتحدة                             | 30 سبتمبر 1947       | 22 مايو 1992         |
|             | مؤسسة التمويل الدولية                     | 20 يوليو 1956        | 25 فبراير 1993       |
|             | يونسكو                                    | 14 سبتمبر 1949       | 1 يونيو 1992         |
|             | البنك الدولي للإنشاء والتعمير             | 11 يوليو 1950        | 25 فبراير 1993       |
|             | المنظمة الهيدروغرافية الدولية             | ?                    | ?                    |
|             | الاتحاد البريدي العالمي                   | ?                    | ?                    |
|             | المركز الدولي لتسوية المنازعات الاستشارية | 15 أكتوبر 1966       | 22 أكتوبر 1998       |
|             | الاتحاد الدولي للاتصالات                  | 26 أغسطس 1947        | 3 يونيو 1992         |

## وصلات خارجية
- موقع وزارة الخارجية الباكستانية
- موقع وزارة الخارجية الكرواتية